# Religion
 Der er for få eller ingen kildehenvisninger i denne artikel, hvilket er et problem. Du kan hjælpe ved at angive troværdige kilder til de påstande, som fremføres i artiklen.

Ordet religion kommer af det latinske religare, der betyder "at binde", "fortøje", "forpligte". Religion kan dermed siges at være systematiserede tanker over, hvad man som menneske er forpligtet på og bundet af. I de store monoteistiske verdensreligioner, herunder kristendommen, islam og jødedommen, spiller Gud en væsentlig rolle i denne sammenhæng. Begrebet bruges dog også om polyteistisk religion og ikke-teistisk religion.
Nu om dage bruges ordet 'religion' i mindst tre betydninger: trosretning, fænomen og fag:
1. Betydningen trosretning: Som trosretning er en religion et mere eller mindre sammenhængende system af antagelser, som religionens tilhængere anser for sande. Antagelserne har ofte karakter af en forklaring på tilværelsens grundlæggende spørgsmål og indeholder ligeledes ofte retningslinjer for, hvordan samme tilværelse bør leves.
2. Betydningen fænomen: Som et fænomen optræder religion som en aktiv faktor i sociale og personlige affærer, nogen gange som et stabiliserende faktum og andre gange som en revolutionær kraft.
3. Betydningen fag: Som fag beskæftiger religion/religionsvidenskab sig især med religion set udefra som et kulturelt fænomen, mens den akademiske teolog i højere grad beskæftiger med religion set fra dennes eget perspektiv. Religionsfaget i Danmark var oprindeligt forkyndende, men er blevet et mere neutralt orienterende fag. I nogle lande er religionsundervisning henvist til privatundervisning, idet staten erklærer sig sekulær - f.eks. Frankrig).

## Etymologi
Antikken
Religio havde flere betydninger på latin: 'Gudsfrygt', 'fromhed', 'hellighed', men også hensigt, betænkelighed, skrupler, pligt, samvittighedsfuldhed eller overtro. De tidligste skriftkilder for anvendelsen af begrebet findes i Plautus's komedier (ca. 250–184 f.Kr.) og hos Cato den Ældre (234–149 f.Kr.).
Ifølge Cicero (106-43 f.Kr.) stammer religio fra relegere, med den bogstavelige betydning 'gen-oplæse, gen-samle, gen-udvikle', men forstået som 'overvejende, med omhu'. Cicero tolkede her med tanke på tempelkulten, for hvilken der gjaldt en nøjeregnende agtsomhed. Denne religio – den samvittighedsfulde overholdelse af overleverede regler – modstillede han superstitio – efter den oprindelige betydning af ekstase – som en overdreven form for religiøsitet, eksempelvis at bede eller ofre i dagevis.
I det 4. århundrede gav den kristne apologet Lactantius en anden etymologisk oprindelse for religio, nemlig i religare med den bogstavelige betydning 'binde sig til' og i forståelsen trosbåndet som binder den troende til Gud. Dette var også en polemik mod Ciceros skelnen mellem religio og superstitio.
Betydningshistorie
Begrebet religio henholdsvis religiosus blev brugt om middelalderens kirkeordner. Betydningen findes bevaret i den romersk-katolske kirkes kirkeret . I middelalderen og i den tidlige moderne tid kunne de troendes fællesskab blive beskrevet gennem begreberne – (latin) fides- 'tro' – (latin) lex – 'lov' og – (latin) secta – 'retning, parti'. Religion kom til at betyde en lære, der alt efter overbevisning kunne holdes for falsk eller sand . Først efter reformationen, og specielt i oplysningstiden kom en mere abstrakt betydning til, i lighed med de nutidige udlægninger af religions-begrebet .
I de fleste ikke-europæiske sprog fandtes ikke nogen præcis oversættelse af ordet religion førend det 19. århundrede .

## Udvikling
I alle de traditionelle menneskekulturer man har kendskab til, har religion spillet en rolle. Der har dog været en løbende udvikling hvor nye former for levevis har afspejlet sig i nye former for religion.

### Generelle udviklinger
En del af udviklingen er foregået parallelt (men forskudt i tid) over hele verden, og der er også eksempler på udviklinger i religion, som ikke er universelle, men er foregået tilstrækkeligt ofte til at man kan tale om en generel udvikling.

#### Animisme
I de isolerede kulturer hvor levevisen mest ligner den man forventer af præhistoriske samfund (jæger- og samlerkulturer), har religionen form af animisme, troen på at dyr, planter og selv livløse genstande som sten er besjælede. I disse samfund er det dog svært at skelne mellem kultur, religion og videnskab. Religionen kan her ses som et middel til overførsel af erfaringer fra en generation til en anden, i form af anekdoter om hvordan man bedst holder sig venner med ånderne.
Animismen er derfor et godt bud på menneskehedens oprindelige religion, og man kan hævde at religionen er lige så gammel som menneskeheden. Hvis man definerer menneskehedens begyndelse som det punkt hvor sproget har muliggjort at en generation har kunne videregive sine erfaringer til den næste, er religion et godt bud på den mekanisme der har været brugt.
I mange animistiske kulturer fungerer dyr som en identitetsskabende mekanisme, hvor en persons totem er med til at definere hans egenskaber som menneske.
Animismen i sin oprindelige betydning kan i dag kun findes blandt meget isolerede kulturer, men fra animistiske kulturer har moderne vestlige samfund importeret en række fænomener. For eksempel har shamanismen i dag gjort et begrænset comeback.

#### Polyteisme
I bysamfund har forbindelsen til naturen været mindre direkte, og i de fleste kulturer opbygget omkring bysamfund er animismen blevet erstattet af en form for polyteisme, hvor man i stedet for ånder i de enkelte ting, har guder der repræsenterer fænomener, eksempelvis frugtbarhedsguder eller krigsguder. Religion bliver stadig brugt til formidling af erfaringer, men hvor anekdoterne om ånderne primært handlede om menneskets forhold til naturen, handler anekdoterne om guderne i højere grad om menneskenes forhold til hinanden, hvilket afspejler de ændrede levevilkår i byerne. Religion har heller ikke længere monopol på formidling af viden, faglig kunnen bliver nu formidlet direkte, uden reference til guderne (selvom der selvfølgelig stadig er skytsguder for de enkelte fag). Det første trin i en adskillelse mellem religion og videnskab er taget.
I de polyteistiske samfund dukker begrebet tro op, i betydningen trofast. Når en person tror på en (eller flere) af sin verdens gudekreds, betyder det ikke han benægter eksistensen af de øvrige guder, blot at han i sine handlinger forsøger at være tro mod de idealer som hans udvalgte gud eller guder står for. På denne måde overtager guderne den identitetsskabende funktion som totemdyret stod for tidligere.
I dag er hinduismen den mest udbredte polyteistiske religion (eller samling af religioner, alt efter hvordan man ser hinduismen).

#### Monoteisme
I nogle polyteistiske samfund har en af guderne (i form af dens tilhængere) overtaget magten i den åndelige verden (folkets bevidsthed), og de øvrige guder er reduceret til enten aspekter af denne ene gud, eller til underordnede roller som engle og dæmoner. De fleste af de monoteistiske religioner er lovreligioner, hvor Gud står som en autoritær faderskikkelse. Denne udvikling afspejler som oftest stærkt centraliserede og autoritære samfund.
I de monoteistiske religioner er identitetsskabelsen reduceret til hvilke aspekter, underordnede guder, eller helgener man henvender sig til.
Kristendommen er i dag den mest udbredte monoteistiske religion med ca. 2,2 mia. tilhængere.[kilde mangler] På andenpladsen findes islam med omtrent 1.8 mia. tilhængere.[kilde mangler]

### Særlig udvikling i Østen
I det østlige Asien dukkede en række ideer op der ikke hører under de generelle trends beskrevet tidligere, og som i høj grad har præget udviklingen i den del af verden. Det primære eksempel er buddhismen, der er et filosofisk system med mange religiøse træk, men hvor guder ikke længere optræder som et centralt begreb. I stedet er fokus på selvudvikling. De fleste buddhistiske kulturer har dog bibeholdt elementer fra hinduismen, og flere steder fungerer buddhismen som supplement til en lokal gudekreds. I og med at buddhismen er rettet indad, har den haft succes i, og været med til at forme, meget stabile samfund.

### Særlig udvikling i Vesten
Tilsvarende har kulturområdet omkring Middelhavet, specielt Mellemøsten og Europa opfostret nogle ideer udenfor de generelle trends, der har påvirket både området selv og senere resten af verden gennem kolonialismen.

#### Kristendom
Kristendommen udsprang af den monoteistiske lovreligion jødedommen, men i nogle udlægninger af kristendommen blev lov erstattet af frelse som det centrale begreb. Den nye religion vandt hurtigt udbredelse hos slaver, også udenfor den gamle religions domæne. Frelsen har to aspekter, den synd der leder til behovet for frelse, og den kærlighed som frelsen udgør. Ved at skifte vægten mellem de to aspekter alt efter situationen, har kristendommen kunne tilpasse sig en foranderlig verden.

#### Renæssancen og modernismen
I den europæiske renæssance ønskede et monoteistisk samfund at genskabe tabt storhed fra en polyteistisk kultur, hvilket førte til, at spørgsmålet om gudernes eksistens for første gang blev et seriøst emne. René Descartes udviklede et logisk bevis på Guds eksistens, mens Blaise Pascal opsatte en rationel kalkule for at vise, at det var mest fordelagtig at tro på Gud (se Pascals trossats).
Immanuel Kant og Søren Kierkegaard mente at Guds eksistens ikke kunne bevises, og hævdede, at et trosspring var nødvendigt. Herved blev videnskab og religion endelig adskilt, og samtidig opstod den moderne forståelse af tro i form af "tro på eksistens". Dette åbnede filosofisk op for, at man kunne undlade at foretage dette trosspring, hvilket fritænkere og senere ateister gjorde (eller rettere, undlod at gøre).
En række filosofiske strømninger i modernismen opstod eller fik ny energi i kølvandet på denne ændring. Ingen af disse havde dog egenskaber, der gjorde at de kunne betegnes som religioner. Det nærmeste, man kommer, er sekulær humanisme. Det er meget få, der bekender sig til sekulær humanisme, men man kan argumentere for, at de værdier, sekulær humanisme står for, gennemsyrer de vestlige samfund i dag.
Af mere organiserede bevægelser, der udspringer af modernismen, og som har haft stor betydning for hvordan verden ser ud i dag, kan nævnes kommunismen og liberalismen. Politik kunne således være med til at skabe identitet, og det samme kunne stammetilhørsforhold (hvorved nationalismen opstod), og mere dagligdags ting som arbejdsplads, fag, eller sport.

### Nyere tid
I det politiske og kulturelle miljø i den vestlige verden har relativismen slået rod i takt med, at samfundene bliver mere og mere multikulturelle. I relativismen er der ikke kun en sandhed; i stedet ses de forskellige religioner og verdensbilleder som ligeordnede tilgangsvinkler til at forstå verden med. Blandt kristne og til dels muslimer i den vestlige verden er der også en stor gruppe, der bekender sig til religionens ritualer, symboler og den moral, de kan udlede fra den, men afviser de mystiske og overnaturlige elementer. Disse mennesker kaldes kulturkristne og kulturmuslimer. Udtrykket bredkirkelighed er beslægtet hermed.
De polyteistiske og monoteistiske religioner dominerer, sammen med buddhismen, stadig verden af i dag. I de samfund hvor modernismens gudløshed har slået stærkest igennem, er en række nye religioner, samt nye fortolkninger af gamle religioner, dukket frem. Behovet for religion gør sig stadigt stærkt gældende.

## Absolut sandhed
I nogle religioner er det en udbredt holdning blandt tilhængerne at deres religion er den eneste rigtige, og at de andre enten er falske religioner, eller i hvert fald udtryk for falske eller mangelfulde fortolkninger. Den holdning deles dog langt fra af alle religiøse personer, og hvor udbredt den er varierer fra religion til religion. Mange har den opfattelse, at alle religioner er veje til den samme Gud.
Blandt monoteister er der mange der mener, at de forskellige monoteistiske religioner alle dyrker den samme Gud, blot under forskellige navne. Denne opfattelse er særlig nærliggende i den vestlige verden, hvor de store monoteistiske religioner har en fælles historie.
Jødedommen er historisk set en religion der kun omfatter et enkelt folk. De har forbud mod at dyrke andre guder, men det forbud omfatter ikke andre folkeslag. I kristendommen er det samme forbud som oftest tolket universelt, eftersom kristendommen ikke længere er reserveret jøder. Forbuddet mod afgudsdyrkelse i kristendommen bliver endda nogle gange fortolket som et forbud mod andre værdier end de rent bibelske, som for eksempel en søgen efter materiel velstand. I Koranen omtales andre religioner specifikt, hvor jødedommen og kristendommen karakteriseres som værende sande i dets originale budskab som sendebudene formanede, men derefter mangelfulde og misvisende efter ændringer i skrifterne, mens de øvrige religioner er falske.
Blandt polyteister er der mange der mener, at guderne i andre gudekredse enten blot er andre navne for de samme guder (en ret nærliggende tanke hvis man sammenligner den græske og den romerske gudekreds), eller at det er andre guder lige så virkelige som ens egne, som man blot ikke dyrker. Det kan være fordi man ikke har hørt om dem, eller fordi de er knyttet til et andet folkeslag.
Et eksempel på dette er anekdoterne om kristne missionærer, der fandt de indfødte meget lydhøre når de fortalte om Jesus og Maria, og ivrige efter dyrke denne nye Gud. Men til gengæld ganske
uforstående når missionærerne samtidig insisterede på at det betød, at de skulle holde op med at dyrke deres gamle guder. Hvis man ser på kristendommens indførelse i Danmark i det lys, er det også forståeligt man ser eksempler på at folk har gået med både Thors hammer og et kristent kors på samme tid. For en polyteist repræsenterede det ikke en modstrid.
Nogle personer mener at alle religioner er udtryk for menneskets forsøg på at forstå Gud, eller alternativt, for Guds forsøg på at nå ud til menneskene. Således er de alle udtryk for ufuldkommen sandhed.

## Missionsbefaling
Hvordan en missionsbefaling skal fortolkes afhænger af hvordan den enkelte religion ser på andre religioner. Det er langt fra alle religioner der har en missionsbefaling, men det er religionerne med en missionsbefaling der er mest synlige, i form af deres missionærer.
For de religioner der er knyttet til et bestemt folk, giver en missionsbefaling ikke mening. Ekspansion betyder udryddelse, fordrivelse eller dominans over andre folkeslag, snarere end konvertering.
For de religioner der i deres tilhængeres øjne repræsenterer en absolut sandhed, går missioneringen meget naturligt ud på at overbevise andre om denne sandhed.
For polyteistiske religioner kan missionering i nogle tilfælde ses som en magtkamp mellem guder, hvor hver gud konkurrerer om at få flest tilhængere.

## Organisation
Nogle religioner er organiseret i et centralt styret hierarki i ordets oprindelige betydning. Det bedst kendte eksempel på et sådant religiøst hierarki er den katolske kirke, men såmænd også den danske folkekirke er organiseret i et hierarki (med kirkeministeren, Folketinget og landets regent som øverste myndighed).
Den tidligere sunni institutionaliseret islam har efter afskaffelsen af kalifatet ingen øverste religiøs myndighed. Organisationen på nationalt og lokalt plan eksisterer fortsat, men i mindre formaliseret grad end hos den katolske kirke. Indenfor shia islam antager (verdslig) autoritet af standspersoner (betegnet som imamer) der for evig tid fungerer som det øverste centrale styre. Institutionaliseret shia islam i det tidligere safaviderige og nutidige Iran fungere i højere grad som repræsentanter eller midlertidige styre indtil den øverste standsperson vender tilbage. Hermed eksisterer organisationen på regionalt og nationalt plan stadig.
Visse religiøse samfund forsøger helt at undgå en central overbygning, og organiserer sig i stedet i små selvstændige menigheder.
Endelig kan religiøse samfund helt undgå en formel organisation, og i stedet basere sig på individuel tro, evt. kombineret med vismænd hvis autoritet bygger på personligt ry. Eksempler på dette er new age bevægelsen, og til dels shamanisme.

## Religion og individ
I afsnittet religionsudvikling er religion beskrevet primært som et kulturelt fænomen. Men religion har også en individuel side, hvor religion bliver til drivkraften i den enkelte persons liv. Som oftest er det i den religion, man i forvejen tilhører gennem sin kultur og opdragelse, at man finder inspirationen, men det er ikke altid tilfældet. Nogle religioner har ritualer der er designet til at fremelske en sådan religiøs inspiration. Her er nogle årsager som ofte bliver givet blandt folk, der finder religion udover hvad de har med hjemmefra:
- Religion kan dække et følelsesmæssigt behov. Det kan være frygt for døden, et behov for at tro at der er en højere mening med tilværelsen, et ønske om at blive elsket, eller et ønske om at være en del af et fællesskab. For nogle kan dette medføre, at man "shopper" rundt efter den religion, der bedst dækker ens behov.
- Nogle mener rationelt eller empirisk at kunne udlede eksistensen af en Gud eller andre overnaturlige fænomener.
- Religion kan bygge på personlige religiøse oplevelser, såsom mirakler eller åbenbaringer.